# Emma Little-Pengelly

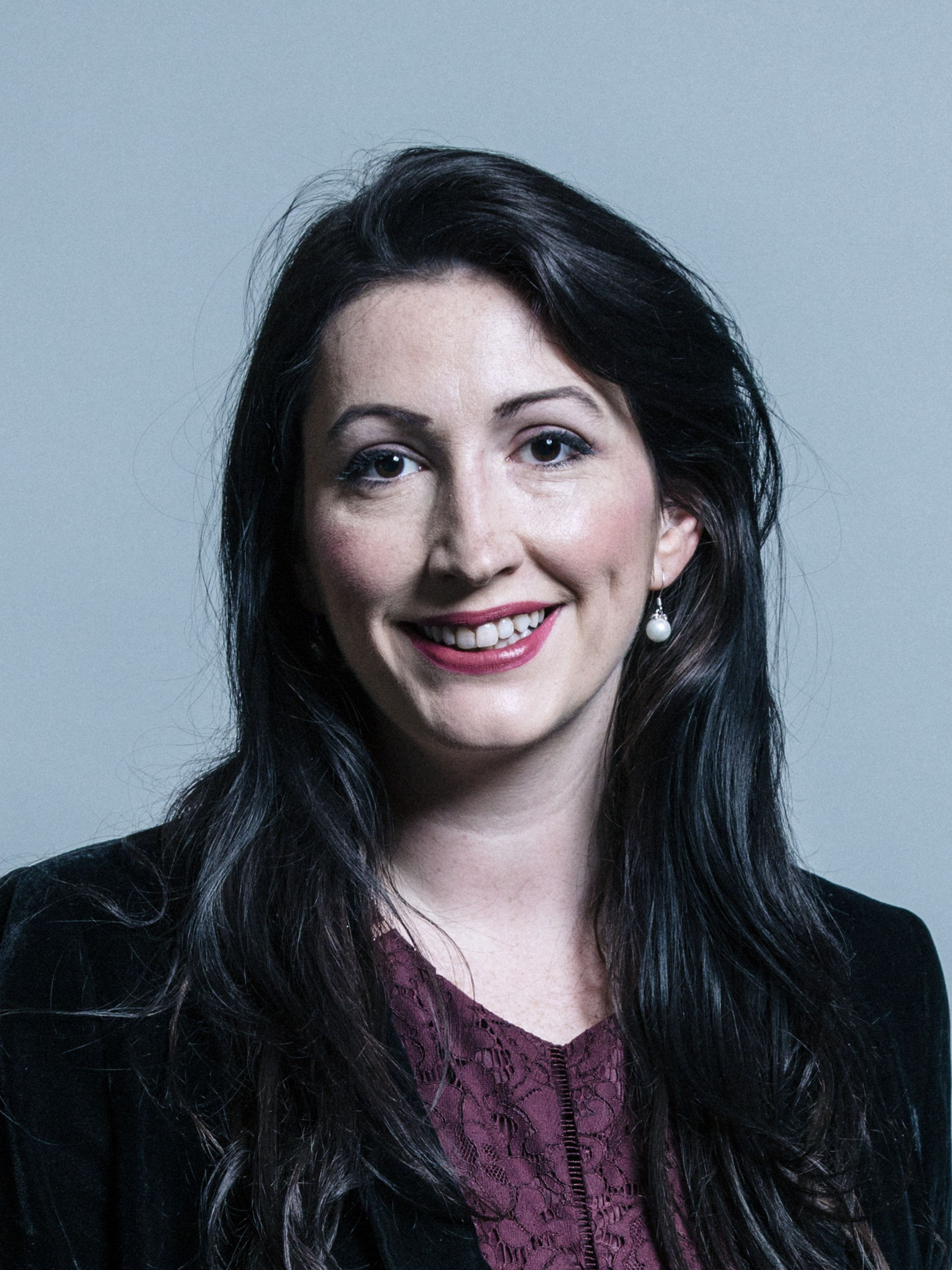
Emma Little-Pengelly

Emma Little-Pengelly (geb. Little; * 31. Dezember 1979 in Markethill, County Armagh, Nordirland) ist eine Politikerin der Democratic Unionist Party (DUP). Nach der Wahl zur Nordirland-Versammlung 2022 folgte sie dem zurückgetretenen Parteivorsitzenden Jeffrey Donaldson als Vertreterin des Wahlkreises Lagan Valley im nordirischen Parlament nach. Seit dem 3. Februar 2024 amtiert sie als stellvertretende Erste Ministerin (deputy First Minister) der nordirischen Regierung zusammen mit Michelle O’Neill in der Regierung der siebten Nordirland-Versammlung.

## Biographie
Ihr Vater, Noel Little, wurde als Teil der Ulster Resistance nach einem missglückten Waffenkauf in Frankreich im Jahr 1989 festgenommen und zu einer Gefängnisstrafe verurteilt.
Im September 2015 folgte sie dem erkrankten Jimmy Spratt als Vertreter der DUP im Wahlkreis South Belfast im nordirischen Parlament nach. Daraufhin wurde sie als Juniorministerin ins Northern Ireland Executive Office berufen und konnte bei der Wahl 2016 ihren Sitz verteidigen. Bei der Wahl 2017 verlor sie den Sitz, als die Anzahl der Mandate von Belfast South von sechs auf fünf reduziert wurden. Kurz darauf konnte sie in der Britischen Unterhauswahl 2017 das Mandat im Wahlkreis Belfast South gewinnen. Diesen Sitz verlor sie jedoch bei der folgenden Wahl 2019 wieder. Daraufhin arbeitete sie als Special Adviser von Arlene Foster im Northern Ireland Executive Office. Nachdem Edwin Poots als Nachfolger von Foster gewählt worden war, trat sie von ihrem Posten zurück. Sie arbeitete daraufhin wieder als Anwältin. 
Nachdem Jeffrey Donaldson das bei der Wahl 2022 errungene Mandat im Stormont für Lagan Valley als Folge einer Parteirevolte niedergelegt hatte, folgte sie ihm als Vertreterin dieses Wahlkreises nach. Am 3. Februar 2024 wurde sie als stellvertretende Erste Ministerin (deputy First Minister) der nordirischen Regierung in der Regierung der siebten Nordirland-Versammlung ernannt. Michelle O’Neill ist die erste republikanische Erste Ministerin Nordirlands, wobei First Minister und deputy First Minister in der Amtsausführung gleichgestellt sind und Entscheidungen zusammen treffen.